# Cervarolo (Villa Minozzo)
Cervarolo è una frazione del comune di Villa Minozzo, in provincia di Reggio Emilia. Nel marzo 1944 la località fu teatro di un eccidio nazifascista che causò la morte di 24 civili.

## Geografia
Cervarolo è situato nella vallata del torrente Dolo, presso lo spartiacque con la val d'Asta, nell'alto appennino reggiano. La frazione è composta dalle località di Case Pelati, Lame e Coccarello. Cervarolo è situato a 17 km a sud del capoluogo comunale Villa Minozzo.

## Storia
Cervarolo figura tra i beni allodiali della contessa Matilde di Canossa. Amministrativamente seguì sempre le sorti di Gazzano.
Il 20 marzo 1944 il borgo fu rastrellato dai nazisti della Fallschirm-Panzer-Division 1 "Hermann Göring" coadiuvati nelle operazioni dai fascisti della Guardia Nazionale Repubblicana di Reggio Emilia. Dopo una serie di violenze, razzie e saccheggi, i tedeschi fucilarono ventiquattro  uomini compreso il parroco Don Battista Pigozzi . tanti  anziani, bambini ma anche invalidi, sospettati di connivenza con la Resistenza locale. Una volta terminato il massacro sull'aia al centro del borgo fu dato alle fiamme. 

## Monumenti e luoghi d'interesse
- Chiesa della Santissima Annunziata, consacrata nel 1618[4].
- Monumento ai Martiri di Cervarolo, composto da due lapidi situate su un muro dell'aia nel quale si perpetrò l'eccidio del 1944.
- Sacrario dei Martiri, inaugurato nel 1964, è situato all'interno del cimitero locale[5].